# Taulabé
Taulabé (uit het Nahuatl: "Ontmoetingsplaats" of "Weg van de jaguar") is een gemeente (gemeentecode 0321) in het departement Comayagua in Honduras. De gemeente grenst aan het Meer van Yojoa. Taulabé is vooral bekend vanwege de Grotten van Taulabé (Cuevas de Taulabé), die voor publiek toegankelijk zijn.
De gemeente is relatief jong. In 1987 is ze afgesplitst van de gemeente Siguatepeque.
Taulabé is de grootste producent van kalk van Honduras. Verder wordt er koffie en honing geproduceerd.
Een deel van het nationaal park Cerro Azul Méambar ligt in de gemeente. Er is een waterval Salto del Ángel ("Val van de engel"), in de buurt van een dorp met dezelfde naam. In het dorp Buenos Aires is een botanische tuin.
Elk jaar wordt in april de Grote Rozenkrans van de Lencas (Gran Romaría Lenca) georganiseerd.

## Bevolking
De bevolking is als volgt verdeeld:
| Vrouwen | 12.754 | 51,2% |
| Mannen  | 12.176 | 48,8% |

## Dorpen
De gemeente bestaat uit 24 dorpen (aldea), waarvan de grootste qua inwoneraantal: Taulabé (code 032101) en Jardines (032111).